# Attak
Attak è il tredicesimo album dei KMFDM, pubblicato nel 2002, dopo la ricostruzione della band.

## Tracce
1. "Attak/Reload" (Lucia Cifarelli, Sascha Konietzko)
2. "Skurk" (Konietzko, Tim Skold)
3. "Dirty" (Jules Hodgson, Konietzko, Bill Rieflin, Raymond Watts)
4. "Urban Monkey Warfare" (Cifarelli, Konietzko)
5. "Save Me" (Konietzko, Skold)
6. "Yohoho" (Cifarelli, Konietzko, Watts)
7. "Superhero" (Cifarelli, Konietzko)
8. "Sturm & Drang" (Konietzko, Skold)
9. "Preach/Pervert" (Konietzko, Watts)
10. "Risen" (Konietzko, Skold)
11. "Sleep" (Cifarelli, Konietzko, Rieflin)

## Formazione
- Sascha Konietzko – Drum machine (1–7, 9, 10), Tastiere (1–11), Sintetizzatore (1–6, 10), Voce (1–8, 10, 11), Basso (3–7, 9, 10), Chitarra (3, 4, 6, 7, 11), Percussioni (5)
- Tim Skold – Chitarra (1, 2, 5, 8, 10), Basso (2, 8, 10), Batteria (2, 8, 10), Tastiere (2, 5, 8, 10), Sintetizzatore (2, 5, 8, 10), Voce (2, 5, 8, 10), Percussioni (5), Loops (9)
- Bill Rieflin – Batteria (1, 5, 11), Basso (1, 11), Tastiere (3, 5), Sintetizzatore (3, 5, 11), Percussioni (5, 11), Chitarra (11)
- Lucia Cifarelli – Voce (1, 4–7, 11)
- Jules Hodgson – Chitarra (3, 9)
- Raymond Watts – Voce (3, 6, 9), Loops (9)
- Arianne Schreiber – Voce (3)
- Curt Golden – Chitarra (11)
- Dorona Alberti – Voce (11)